# Аксели Гален-Калела
Аксели Гален-Калела (26. април 1865 — Стокхолм, 7. март 1931) био је фински сликар. Најпознатији је по својим илустрацијама Калевале, финског националног епа. Његов рад се сматра веома важним аспектом финског националног идентитета.

## Биографија
Гален-Калела је рођен као Аксел Валдемар Гален у Порију, Финска, у породици која је говорила шведски. Његов отац Петер Галлен радио је као шеф полиције и адвокат. Гален-Калела је одрастао у Тирваа. Са 11 година је послат у Хелсинки да учи гимназију, јер се отац противио његовој амбицији да постане сликар. Након очеве смрти 1879, Гален-Калела је похађао часове цртања у Финском уметничком друштву (1881–1884) и приватно учио код Адолфа фон Бекера.
Године 1884 . преселио се у Париз, да би студирао на Académie Julian. У Паризу се спријатељио са финским сликаром Албертом Еделфелтом, норвешким сликаром Карлом Дøрнбергером и шведским писцем Аугустом Стриндбергом. Током овог периода путовао је напред-назад између Финске и Париза.
Оженио се са Мери Слер 1890. године. Пар је имао троје деце, Импи Марјата, Кирсти и Јорма. На њиховом меденом месецу у Источној Карелији, Гален-Калела је почео да прикупља материјал за своје приказе Калевале. Овај период карактеришу романтичне слике Калевале, као што је мит о Аиноу, и неколико пејзажних слика, иако је до 1894. утицај симболизма био јако видљив у његовим делима.
У децембру 1894, Гален-Калела се преселио у Берлин да надгледа заједничку изложбу својих радова са делима норвешког сликара Едварда Мунка. У то време Галлен-Калела је такође дизајнирао велику колибу Калела за своју породицу далеко од цивилизације, на обали језера Руовеси. Од бора ју је саградило 13 локалних столара за годину дана, од 1894. до 1895.
У марту 1895. његово путовање је окончано када је добио телеграм да му је ћерка Импи Марјата умрла од дифтерије. Ово би се показало као прекретница у његовом раду. Док су његови радови раније били романтични, након смрти његове ћерке Гален-Калела је сликао агресивније радове. У годинама 1896–1899 насликао је оно што се сматра његовим најпознатијим делима: Одбрана Сампоа, Леминкајненова мајка, Јоукахаиненова освета и Кулервово проклетство. У мају 1895. Гален и Мери су посетили Лондон, са његовом намером да купи графичку штампу. Тамо је учио и о витражима. Крајем 1897. породица је отпутовала у Фиренцу, такође посетивши Помпеје, где је проучавао уметност фресака.
Гален-Калела је 1907. године званично променио своје име да би звучало више фински. Његова идеја за Калевалу од 700 страница је потпуно формиран 1909. године објављивањем свог плана у часопису Валвоја.
Године 1908. са обновом на уму, Гален-Калела и његова породица преселили су се у Париз. Међутим, град и нови правац којим се уметност кретала нису били толико гостољубиви као што се надао, па су се у мају 1909. преселили много даље у Најроби у Кенији. Био је први фински уметник који је сликао јужно од Сахаре, а укупно је имао преко 150 експресионистичких дела. Иако су уметнички слике променљивог квалитета, њихове боје и синергија боја су изузетне. Вратили су се у Финску у фебруару 1911. Између 1911. и 1913. пројектовао је и изградио атеље и кућу за своју породицу у Тарваспаау, отприлике 10 km северозападно од центра Хелсинкија.
Породица се вратила из Тарваспеа у Калелу 1915. да би избегла проблеме које је доносио Први светски рат. Неколико година касније, 1918, Гален-Калела и његов син Јорма су учествовали у борбама на фронту током Финског грађанског рата. Када је регент, генерал Манерхајм, чуо за ово, позвао је Гален-Калелу да дизајнира заставе, званична одликовања и униформе за нову независну Финску. Он је за заставу предложио бело-плаву крстасту заставу, са обрнутим бојама (бели крст на плавој), али се сматрало да је то превише слично шведској застави и посебно грчкој застави тог времена. Године 1919. постављен је за ађутанта Манерхајма. Године 1920. склопио је уговор са издавачком компанијом ВСОИ за евентуално издавање Велике Калевале, с тим да је мање декоративна Кору-Калевала објављена 1922.
У децембру 1923. преселио се у САД, где га је породица такође пратила у јесен 1924. године. Прво је боравио у Чикагу, а изложба његових радова обишла је неколико градова. У Чикагу је био импресиониран уметношћу Индијанаца и преселио се у Таос, Нови Мексико, на тамошњој уметничкој колонији да је даље проучава. За то време у Сједињеним Државама, такође је почео да скицира Велику Калевалу много детаљније. У мају 1926. породица се вратила у Финску. Две године касније 1928. заједно са сином Јормом осликава фреске Калевале у фоајеу Националног музеја Финске. Затим је 1930. склопио договор да наслика гигантску фреску за банку Kansallis-Osake-Pankki, али је 7. марта 1931. док се враћао са предавања у Копенхагену изненада умро од упале плућа у Стокхолму.
Његов атеље и кућа у Тарваспаау отворен је као Музеј Гален-Калела 1961. године; у њему се налазе неки од његових радова и просторије за истраживања о самом Гален-Калели.